# Дамаск (аэропорт)
Международный аэропорт Дама́ск (араб. مطار دمشق الدولي‎; ИАТА: DAM, ИКАО: OSDI) — международный аэропорт в Дамаскe, крупнейший аэропорт Сирии. Открытый в середине 1970-х, он также является самым загруженным аэропортом в стране. В 2010 году, аэропорт обслужил свыше 5,5 миллиона пассажиров, что на 50 % больше чем в 2004 году. После начала гражданской войны в Сирии пассажиропоток значительно сократился. На 2017 год аэропорт обслуживает до полумиллиона пассажиров.
Аэропорт расположен в 29 км юго-восточнее города Дамаск. Длина двух взлетно-посадочных полос аэропорта составляет 3600 м и 3598 м, а высота над уровнем моря — 616 метров.
ЦАХАЛ нанёс удары по взлётно-посадочным полосам аэропортов Дамаска и Алеппо ракетами и вывел их из строя

## Авиакомпании и направления
Январь 2019.